# أرنو فراي
أرنو فراي (بالألمانية: Arno Frey)‏ هو ممثل ألماني، ولد في 11 أكتوبر 1900 في ميونخ في ألمانيا، وتوفي في 26 يونيو 1961 في لوس أنجلوس في الولايات المتحدة.

## وصلات خارجية
- أرنو فراي على موقع IMDb (الإنجليزية)
- أرنو فراي على موقع قاعدة بيانات الفيلم (الإنجليزية)